# Luka (ime)
Luka (lat. Lucas – Lukanac), često muško ime koje dolazi u nizu sličnih varijanti u mnogim indoeuropskim jezicima. Nastalo je kontrakcijom (stezanjem) riječi Lucanus, odnosno  'čovjek iz Lukanije' , antičke talijanske pokrajine (današnja Basilicata) koja je bila nastanjena sabelskim plemenom Lukancima (lat. Lucani). To je 43. ime u SAD-u. Ime Luka ne smije se pobrkati s drugim rimskim imenom Lucius, odakle dolazi i ženski oblik Lucija, a korijen joj je u riječi lux =svjetlost.
Drugi hrvatski oblici za ovo ime su Luko te oblik odmilja Lujo.

## ostali oblici u drugim jezicima
- češki – Lukáš
- engleski – Luke/Lucas
- finski – Luukas
- francuski – Luc
- mađarski – Lukas/Lukacs
- islandski – Lúkas
- talijanski – Luca
- njemački – Lukas
- latinski – Lucas
- latvijski – Lukas
- norveški/švedski – Lukas
- poljski – Łukasz
- portugalski – Lucas
- slovački – Lukáš
- slovenski – Luka
- španjolski – Lucas
- perzijski – Lucas